# نادي الجيش (قطر)
نادي الجيش الرياضي نادي قطري سابق متعدد الرياضات تأسس عام 2011 وانحل عام 2017، ويقع مقره في منطقة الدحيل بالدوحة. لعب فريق كرة القدم التابع للنادي في دوري نجوم قطر. وفاز الفريق بدوري قطرغاز قبل عام 2011 ، لكنه لم يكن مؤهلاً للصعود، ونتيجة لذلك لم يعلن كبطل للدوري. صعد الفريق إلى الدرجة الأولى (دوري النجوم) في العام الأول بعد أن أصبح مؤهلاً.
شارك النادي في رياضات أخرى أبرزها كرة اليد، حيث حقق فريقه المركز الثالث في كل من بطولة الخليج لكرة اليد وبطولة الأندية الآسيوية لكرة اليد.
في أبريل 2017 أُعلن أن نادي لخويا (نادي الدحيل حاليا) استحواذه على النادي بعد موسم 2016-2017، ثم دمجه في نادي لخويا الذي تغير اسمه لاحقاً إلى نادي الدحيل.